# Mon ami le voisin

Mon ami le voisin (titre original : Just Neighbors) est un court métrage muet américain réalisé par Harold Lloyd et Frank Terry, sorti en 1919. Il met en vedette le comique burlesque américain Harold Lloyd.

## Synopsis
Deux voisins de banlieue rentrent ensemble par le train après une journée de travail. Mais en tentant de monter ensemble un poulailler, une dispute commence. Une dispute qui va entraîner de nombreuses déconvenues… 

## Fiche technique
- Titre : Mon ami le voisin
- Titre original : Just Neighbors
- Réalisation : Harold Lloyd et Frank Terry
- Scénario : Inconnu
- Directeur de la photographie : Fred Guiol
- Production : Hal Roach
- Pays de production : États-Unis
- Genre : comédie ; slapstick
- Durée : 9 min
- Date de sortie : 
  - États-Unis : 13 juillet 1919
  - France : 19 novembre 1920

## Distribution
- Harold Lloyd : le garçon
- Bebe Daniels : la femme
- Harry 'Snub' Pollard : le voisin
- Margaret Joslin : la femme du voisin
- Charles Stevenson : le facteur

## Diffusion
Mon ami le voisin, Un, deux, trois... Partez, Harold chez les pirates, et Harold à la rescousse sont les quatre films interprétés par Harold Lloyd ressortis en 2014 après restauration sous le titre Les Nouvelles (Més)aventures d'Harold Lloyd.